# Ōkagami
L'Ōkagami (Grande specchio (大鏡?)) è un racconto storico giapponese scritto intorno al 1119 da un autore ignoto. Copre il periodo dall'850 al 1025, i giorni d'oro del dominio della famiglia Fujiwara. Si dice che sia un successore (世継物語, yotsugi monogatari) delle cronache dell'Eiga Monogatari.

## Contenuto e struttura
Nel racconto, lo scrittore ascolta una conversazione condotta principalmente da un vecchio di 190 anni, Ōyake no Yotsugi (大宅世継, letteralmente "successore del mondo"), che ricorda il passato. Un altro vecchio di 180 anni, Natsuyama no Shigeki (夏山繁樹), aggiunge commenti e un giovane samurai pone domande a questi due anziani. Questa strategia narrativa rende la storia vivace e consente l'aggiunta naturale di varie opinioni e critiche.
La struttura è modellata sui tradizionali libri di storia cinesi come le Memorie del grande storico. Essa consiste delle parti seguenti: Prefazione, Storie di imperatori, Storie di ministri, Storie varie e Post-fine.
Questo e altri tre racconti con la parola specchio (鏡 kagami, letto anche kyō) nei loro titoli sono chiamati collettivamente Quattro specchi (四鏡 Shikyō): Imakagami, Mizukagami e Masukagami.

## Traduzioni
Tra le poche traduzioni occidentali si segnalano le seguenti due in lingua inglese:
- The Ōkagami: A Japanese Historical Tale, tradotto da Joseph K. Yamagiwa, con una prefazione di Edwin O. Reischauer, Londra, Allen & Unwin, 1967. 488 pp.[3] Ristampa Tuttle, 1997.[4]
- Ōkagami: The Great Mirror: Fujiwara Michinaga (966-1027) and His Times - A Study and Translation, di Helen Craig McCullough, Princeton, NJ, Princeton University Press, 1980, ISBN 978-0691064192.[5]